# 276 f.Kr.
| 276 f.Kr.          |
| ------------------ |
| Dødsfald - Fødsler |
|                    |